# Жилой дом у Покровских ворот
Жилой дом у Покровских ворот — является одним из ярких представителей стиля «постконструктивизм». Здание расположено между Покровскими казармами и площадью Покровских ворот, с одной стороны и между бывшей Лепёхинской лечебницей (НИИ акушерства и гинекологии — МОНИАГ), Лепёхинский тупик и Хохловской площадью. Адрес строения - улица Покровка, д.20/1 стр.1. В советские годы это была улица Чернышевского
Архитектурно-проектные работы строительства «Жилого дома у Покровских ворот» начались в 1934 г., а первые жильцы въехали в 1936 г. Над проектом дома во главе с архитектором Лазарем Зиновьевичем Чериковером работал архитектор Борис Миних и техник Иванов. Здание имеет Г-образную конфигурацию и состоит из пяти жилых частей. 1, 2, 3 и 5-й подъезды имеют высотность в 8 этажей, 4-й (угловой) подъезд в 10 этажей. «Г» — образная конфигурация здания органично формирует внутреннее пространство двора дома,

## История
«Жилой дом у Покровских ворот» находится в исторической части столицы, где Земляной Город соприкасался с Белым Городом. По внешнему контуру Бульварного кольца. Территория Покровских ворот одна из древнейших в Москве. Сама улица Покровка появилась в XIV веке, как продолжение улицы Ильинка, Новая улица (Покровская) начиналась сразу за мостом через ров у Ильинских ворот Китай-города и тянулась рядом с существовавшей тогда дорогой Хомутовкой (дорога до с. Хомутова на Клязьме Щёлковского района). Во времена Ивана III, когда в начале улицы появился великокняжеский монастырь «Покрова в Садех» (современный адрес: ул. Маросейка, 2 / Лубянский проезд, 15 С1), за дорогой закрепилось название Покровская. Со временем она разделилась на Маросейку и саму Покровку. К XVIII веку население Покровки стало очень разнопёрым, что отразилось и в архитектуре местности: богатые палаты соседствовали с деревянными ветхими домишками. Наряду с ремесленниками, торговцами и вельможами, тут селились врачи, аптекари, архитекторы, среди которых было много иностранцев. Со второй половины XIX века, когда была построена Нижегородская железная дорога и в 1861 году возведён Нижегородский вокзал, после открытия Курского вокзала торговый характер улицы ещё больше усилился. На участке «Жилого дома у Покровских ворот» и примыкающего к нему скверу с памятником Чернышевского вплоть до постройки «Жилой дом у Покровских ворот» находились малоэтажные каменные и деревянные строения. Как жилого, так и коммерческого характера.
В первые десятилетия советской власти, согласно Генеральному плану реконструкции Москвы 1935 г. планировалось расширить улицу Покровку, а площадь Покровских ворот превратить в один из центральных перекрестков через который проходила бы трасса, шедшая до Семёновской площади. Была определена новая красная линия застройки. Именно её и должен был обозначить появившийся в 1936 году на месте старых деревянных малоэтажек большой каменный 8-10 этажный «Жилой дом у Покровских ворот». Дом должен был чётко ограничить левый фланг этой новой площади, и зафиксировать начало «Сталинской магистрали» в Лефортово и Измайлово. Но война не позволила реализовать эти планы.
«Жилой дом у Покровских ворот» имеет как историческую, так и архитектурную связь со стоящими рядом Покровскими казармами. Арка въездных-выездных ворот с калитками со стороны Покровского бульвара объединяет оба здания, что хорошо видно не только на сохранившихся рабочих чертежах, но и на плане города 1937 г. Это архитектурное решение связано с историческим контекстом появления «Дома у Покровских ворот» в непосредственной близости от здания казарм. С 1924 г. по 1954 г. в здании Покровских казарм была расквартирована Отдельная мотострелковая дивизия особого назначения имени Дзержинского. Мосгорисполком в декабре 1934 г. в непосредственной близости от казарм предоставил под строительство многоэтажного жилого дома земельный участок по улице Покровка Бауманского района. Дом предназначался для проживания высшего командного состава дивизии, для которого предусматривались отдельные квартиры, а для семей простых офицеров комнаты в коммунальных квартирах. Тогда же в торцевой части Покровских казарм, выходившей во двор построенного дома, была сделана дверь, ведущая во внутренние помещения казарм. Для объединения пространства казарм с двором была построена въездная-выездная группа — ворота с калитками, чьи арки соединили стену дома со стеной казарм, создав цельную композицию

## Архитектура
«Дом у Покровских ворот» не только отражает архитектурный стиль того исторического периода середины 1930-х годов — «постконструктивизм», но и ориентирован на ту или иную архитектурную и функциональную деталь (карниз, балкон и т. д.).
Орнамент балконных ограждений, калиток, ворот, перил и ограждений в подъездах всё это имеет единый стилистический рисунок.
Пяти подъездный восьми-десятиэтажный дом стоит как бы на постаменте первого этажа, придавая постройке монументальность и торжественность. Конструктивное решение четвёртого подъезда, доминирующего по высоте и художественным линиям над всем строением создаёт центральную ось композиции. Навершие центральной части дома создаёт естественное ощущени башни над крепостной стеной.
Для уравновешивания массивности строения, архитектор детализировал фасад пластическими средствами вертикального членения. Монументальный цокольный этаж, отделанный гранитом и мраморной крошкой, на котором возвышается строение придает ощущение памятника, установленного на пьедестал.
Здание иллюстрирует мастерство архитектора, сумевшего тонко выдержать грань между эстетизмом, функциональностью и монументальностью. В ходе работы архитектором были оптимизированы ряд архитектурных решений. Уменьшена этажность центральной башни строения. Вместо сложных барельефов человеческих фигур в разных позах внешний декор фасадов украсила строгая простота пентаграмм и розеток. Выдержанные чёткие ряды балконов, немного заглубленные линии оконных ниш, прямые линии всего строения придают внешнему виду здания правильные черты и чинную осанку. Порталы парадных дверей имеют оригинальную лепнину. Порталы фасадных дверей отделаны гранитом. Со стороны внешнего фасада дома особо выделяется массивный портал углового подъезда, выполненный в особо торжественном ключе. На некоторых дверях сохранены исторические ручки, петли и звонки. Внутренние двухстворчатые двери парадных подъездов так же сохранены в полном объёме.
Вся конструкция дома демонстрирует заботу архитектора о комфорте будущих жильцов. Предусмотрены центральное отопление, газ, на кухнях, в стене, у которой устанавливалась плита, обустроен вытяжной дымоход (сохранены под штукатуркой, в некоторых квартирах используется как декоративный элемент).
Под кухонным подоконником естественные холодильник (сохранены во многих квартирах). В коридорах обустроены встроенные шкафы для вещей и антресоль с окном второго света.
Помещения первого этажа предназначались авторами проекта под магазины, подвальные помещения под прачечную, складские помещения для хранения вещей жильцов дома. В одном из помещений цокольного этажа размещался комендант дома (в настоящее время находится Совет ветеранов). С момента постройки дома и до 2010-х годов в помещениях первого этажа и подвалах располагалось ателье Министерства обороны, в котором шилась форма для офицеров. В настоящее время, помещения приватизированы и сдаются под рестораны, бары, салон красоты.

## Галерея
- Участок, где построят Жилой Дом у Покровских ворот
- Деревянные дома перед Домом у Покровских ворот
- Дом у Покровских ворот

- Навершие Жилого дома у покровских ворот (вид с крыши)
- Ворота дома у Покровских ворот
- Угловой Цоколь «Жилого дома у Покровских ворот»

- Исторический орнамент на калитке сделанной в 1936 г.
- Ограждения фасадных балконов Жилого дома у Покровских ворот
- Барельеф «Жилого дома у Покровских ворот»
- Дымоход для кухонных плит на кухне дома сделанный архитекторами при посторйке в 1936 г.
- Дверь парадная Жилого дома у Покровских ворот
- Фасадные подъезды «Жилого дома у Покровских ворот»

## Жильцы Дома
Многие жители «Дома у Покровских ворот» (ул. Покровка, д.20/1 стр.1) неразрывно связаны со значимыми событиями нашей страны. Немало жителей дома стало жертвами репрессий. Многие внесли существенный вклад в развитие науки и культуры. Судьбы некоторых нашли отражение в литературе. Среди жильцов дома был Герой Советского Союза полковник А. Г. Тимощенко (кв. № 53); генерал П. А. Артемьев, командовавший Парадом на Красной площади 7 ноября 1941 года, и отвечавший за оборону Москвы в самые тяжелые 1941—1942 годы ВОВ; академик Российской академии художеств, народный художник России М. М. Курилко-Рюмин; солистка Большого театра СССР, заслуженная артистка России Н. А. Лебедева (кв. № 12)и другие.